# Santiago Sierra (Eishockeyspieler)
Santiago Sierra (* 8. August 1987) ist ein mexikanischer Eishockeyspieler, der seit 2017 bei den Teotihuacan Priests  in Mexiko spielt.

## Karriere
Santiago Sierra begann seine Karriere als Eishockeyspieler bei Galerias Reforma. 2011 wechselte er in die semi-professionelle Liga Mexicana Élite zu den Aztec Eagle Warriors. Von 2013 bis 2015 spielte er bei den Pumas Distrito Federal. Anschließend wechselte er nach Europa, wo er bei den Français Volants aus Paris in der drittklassigen französischen Division 2 spielte. 2016 kehrte er nach Mexiko zurück und spielt eine Spielzeit erneut für die Pumas Distrito Federal. Seit 2017 steht er bei den Teotihuacan Priests auf dem Eis.

### International
Im Juniorenbereich stand Sierra für die mexikanische U18-Auswahl bei den Weltmeisterschaften 2004 in der Division III und 2005 in der Division II sowie mit der U20-Auswahl bei den Weltmeisterschaften der Division III 2004 und 2005, als er bester Torvorbereiter des Turniers war, sowie der Division II 2006 und 2007 auf dem Eis.
Mit der Herren-Nationalmannschaft nahm Sierra an den Weltmeisterschaften der Division II 2006, 2007, 2010, 2013, 2014, 2015, 2017, als er zum besten Spieler seiner Mannschaft gewählt wurde, 2018 und 2019 sowie der Division III 2005 teil.
Weiterhin vertrat er seine Farben bei der Olympiaqualifikation für die Spiele in Peking 2022. Zudem stand er beim Pan-amerikanischen Eishockeyturnier 2014, bei dem er mit seinem Team den zweiten Rang belegte, auf dem Eis.

## Erfolge und Auszeichnungen
- 2004 Aufstieg in die Division II bei der U18-Weltmeisterschaft der Division III
- 2005 Aufstieg in die Division II bei der U20-Weltmeisterschaft der Division III
- 2005 Meiste Torvorlagen bei der U20-Weltmeisterschaft der Division III
- 2005 Aufstieg in die Division II bei der Weltmeisterschaft der Division III